# 885

## Събития
- Методий умира.

## Починали
- септември – Адриан III, римски папа
- 6 април – Методий, създател на глаголицата